# Amstelbach
Az Amstelbach (hollandul: Anstelerbeek) a Wurm folyó mintegy 13 és fél kilométer hosszú, nyugati, bal oldali mellékfolyója, vagy inkább „patakja", ahogy az a nevében is szerepel. Észak-Rajna-Vesztfálián és a holland Limburg tartományon keresztül folyik.
Az Amstelbach Aachen városától északra a vetschaui hegy lábánál ered Richterich és Vetschau közelében.
A holland határnál a Crombacherbeek és a Bleijerheiderbeek folyócskák egyesülve torkollanak az Amstelbachba.
Az Amstelbach mellékpatakja a Horbach, melybe az  Aachen északnyugati Richterich városrészében található azonos nevű Horbachnál folyik a Steinkaulbachba.
A patak mentén található városgészek Vetschau, Richterich, Uersfeld és Kohlscheid.
A patak vize táplálja Uersfeld várának várárkát is.